# 文京区教育委員会
文京区教育委員会（ぶんきょうくきょういくいいんかい）は、東京都区部のひとつである文京区の行政組織。文京区内の教育、スポーツ振興、文化財等に関する事務を扱う行政委員会である。

## 所在地
- 〒112-8555 東京都文京区春日1-16-21 文京区役所内

## 教育委員
- 教育長は、区長が区議会の同意を得て任命する。任期は3年であり、教育委員会を代表する。
- 委員は、文京区長の被選挙権を有する者で、人格が高潔で、教育・学術及び文化に関し識見を有する者のうちから、区長が、区議会の同意を得て任命する。任期は4年で非常勤（教育長は常勤）である。

## 文京区教育委員会事務局
- 教育総務課
  - 教育委員会に関すること、教育予算、教育資金、学校関係職員の人事・健康診断、文化財の保護・普及、家庭教育、PTA支援、学校・幼稚園情報配信システム、スクールガード、放課後オアシス、学校支援地域本部、教育改革に関すること等
- 学務課
  - 区立幼稚園・小・中学校、就学・転退学、就学援助、学校保健、学校給食、学校・校外施設整備及び運営維持管理等
- 教育指導課
  - 教職員の人事・研修・給与、学習指導、生活指導、特別支援相談、教科書採択・教材に関する事務等
- 教育センター
  - 児童・生徒対象事業（科学教室等）、教育相談、教科書センター、教育資料室、教職員研究・研修等
- 真砂中央図書館
  - 図書・CD等の収集・貸出し、レファレンス、講演会・子ども会・映画会・読書会ほか各種行事の開催等